# Mongkut
Phra Bat Somdet Phra Poramenthra Maha Mongkut Phra Chom Klao Chao Yu Hua (tailandês: พระบาทสมเด็จพระปรเมนทรมหามงกุฎ พระจอมเกล้าเจ้าอยู่หัว; Banguecoque, 18 de outubro de 1804 – Banguecoque, 1 de outubro de 1868), oficialmente Rama IV ou simplesmente Mongkut, foi o Rei do Sião de 1851 até sua morte.

## Primeiros Anos
Mongkut era filho do então príncipe Isarasundhorn. Ele foi mais tarde se juntou o irmão príncipe Chutamani, que nasceu em 1808. Em 1809, seu pai foi coroado como Buddha Loetla Nabhalai. Mongkut tinha nove anos na época em que todos eles se mudaram para o Grande Palácio.

## Vida monástica e seita Thammayut
Em 1824, aos 20 anos, Mongkut se tornou um monge budista, segundo a tradição siamesa (que os homens com 20 anos deve se tornar monges), com o nome de ordenação Vajirañāṇo. No entanto, no mesmo ano, seu pai Buda Loetla Nabhalai morreu. De acordo com as tradições seguidas, Mongkut deveria ser coroado o próximo rei. No entanto a nobreza colocou o influente príncipe Jessadabodindra, seu meio-irmão, no trono. Percebendo a situação era irremediável, Mongkut optou por ficar na sua condição monástica para evitar intrigas políticas.
Mongkut se tornou um dos membros da família real que dedicou sua vida à religião. Ele viajou por todo o país como um monge e viu a flexibilização das regras de Pali Canon entre os monges siameses - que ele considerava inadequado. Em 1829, em Phetchaburi, ele conheceu um monge chamado Buddhawangso que seguia rigorosamente os cânones. Vajirayan Buddhawangso ficou admirado com sua obediência ao cânone, e isso inspirou-o a prosseguir as suas reformas religiosas.
O monge, então, estabeleceu a Vajirayan Nikaya Thammayut ou seita Thammayut em 1833. A nova seita reforçou o direito canônico. A seita Thammayut ganhou reconhecimento real em 1902 pelo filho de Mongkut de Chulalongkorn (através dos Atos de politica Eclesiástica) e tornou-se uma das duas principais denominações budistas na Tailândia moderna. Em 1836, ele se tornou o primeiro abade do Wat Bowonniwet, que é patrocinado pela família real. Durante seu tempo como um monge, Bhikkhu Vajirañāṇo descobriu conhecimento ocidental, estudando Latim, Inglês, astronomia com os missionários e marinheiros.
O Rei Mongkut mais tarde seria conhecido pelo seu excelente conhecimento de Inglês, embora há quem diga que o seu irmão mais novo, Vice-Rei Pinklao, poderia fala-lo ainda melhor.

## Reinado
Relatos variam sobre as intenções de Jessadabodindra a respeito da sucessão. É registrado que Jessadabodindra havia "demitido" verbalmente os príncipes reais da sucessão, por várias razões;o príncipe Mongkut foi demitido por incentivar os monges a se vestir no estilo seg.
Alguns disseram que, no entanto, Jessadabodindra desejava que o trono fosse passado para seu filho, o príncipe Annop, e que a este deu seu bracelete que havia sido transmitido de Buda Yodfa Chulaloke para o príncipe.
O Príncipe Mongkut foi efectivamente apoiado por um pró-britânico, Dis Bunnak, o Kalahom Samuha, ou o presidente do Departamento das Forças Armadas, os mais poderosos nobres do reinado de Rama III. Bunnak enviou seus homens para realizar a cerimônia deixando o estatuto de monge para o Príncipe Mongkut, mesmo antes da morte de Jessadabodindra. Com o apoio da nobreza poderosa, a ascensão Mongkut ao trono foi assegurada.
Após vinte e sete anos de peregrinação, o rei Mongkut ascendeu ao trono em 1851, aos 47 anos. Ele tomou o nome de Phra Chom Klao, embora os estrangeiros continuassem a chamá-lo de Rei Mongkut. O rei era conhecido entre os estrangeiros em particular alguns oficiais britânicos, como pró-britânico. Sir James Brooke, numa delegação britânica, ainda elogiou "o nosso próprio rei", e mostrou seu apoio a ele como novo rei do Sião.
Sua consciência da ameaça que representavam o poder imperial britânico e francês, levou-o a muitas atividades inovadoras. Ele ordenou a nobreza a vestir camisas enquanto estavam em sua corte, que foi para mostrar que Sião já não era mais bárbaro do ponto de vista ocidental.
Após a coroação, Mongkut se casou com sua primeira esposa, a rainha Somanat. No entanto, a rainha Somanat morreu no mesmo ano. Ele então se casou com sua meia-sobrinha-neta,Chao Rampoei Siriwongse, mais tarde Rainha Debsirindra.